# Bolesławów (Łódź)
Bolesławów – dawna wieś, obecnie małe peryferyjne osiedle w południowo-wschodniej części Łodzi, na Widzewie. Leży w rejonie ulic Bolesławów i Wieńcowej.

## Historia
Dawniej samodzielna miejscowość (wieś i folwark). Od 1867 w gminie Wiskitno. W okresie międzywojennym należał do powiatu łódzkiego w woj. łódzkim. W 1921 roku wieś Bolesławów liczyła 37 mieszkańców, a folwark Bolesławów 14 mieszkańców. 1 września 1933 utworzono gromadę (sołectwo) Feliksin w granicach gminy Wiskitno, składającą się ze wsi Feliksin, wsi Bolesławów, wsi Bolesławów A i folwarku Bolesławów.
Podczas II wojny światowej włączony do III Rzeszy. Po wojnie Bolesławów powrócił do powiatu łódzkiego w woj. łódzkim, nadal jako część gromady Feliksin, jednej z 12 gromad gminy Wiskitno. W związku z reorganizacją administracji wiejskiej jesienią 1954, wraz z Feliksinem wszedł w skład nowej gromady Andrzejów. 30 czerwca 1963 zniesiono gromadę Andrzejów, a z jej obszaru (oraz z obszaru zniesionej gromady Andrespol) utworzono osiedle Andrespol w tymże powiecie. Tak więc w latach 1963–1972 Bolesławów stanowił integralną część Andrespola.
Od 1 stycznia 1973, już jako część Feliksina, w gminie Andrespol w powiecie łódzkim. W latach 1975–1987 miejscowość należała administracyjnie do województwa łódzkiego.
1 stycznia 1988, jako składowa Feliksina, włączony do Łodzi.